# Chamaedorea metallica
Chamaedorea metallica là loài thực vật có hoa thuộc họ Arecaceae. Loài này được O.F.Cook ex H.E.Moore mô tả khoa học đầu tiên năm 1966.

## Hình ảnh

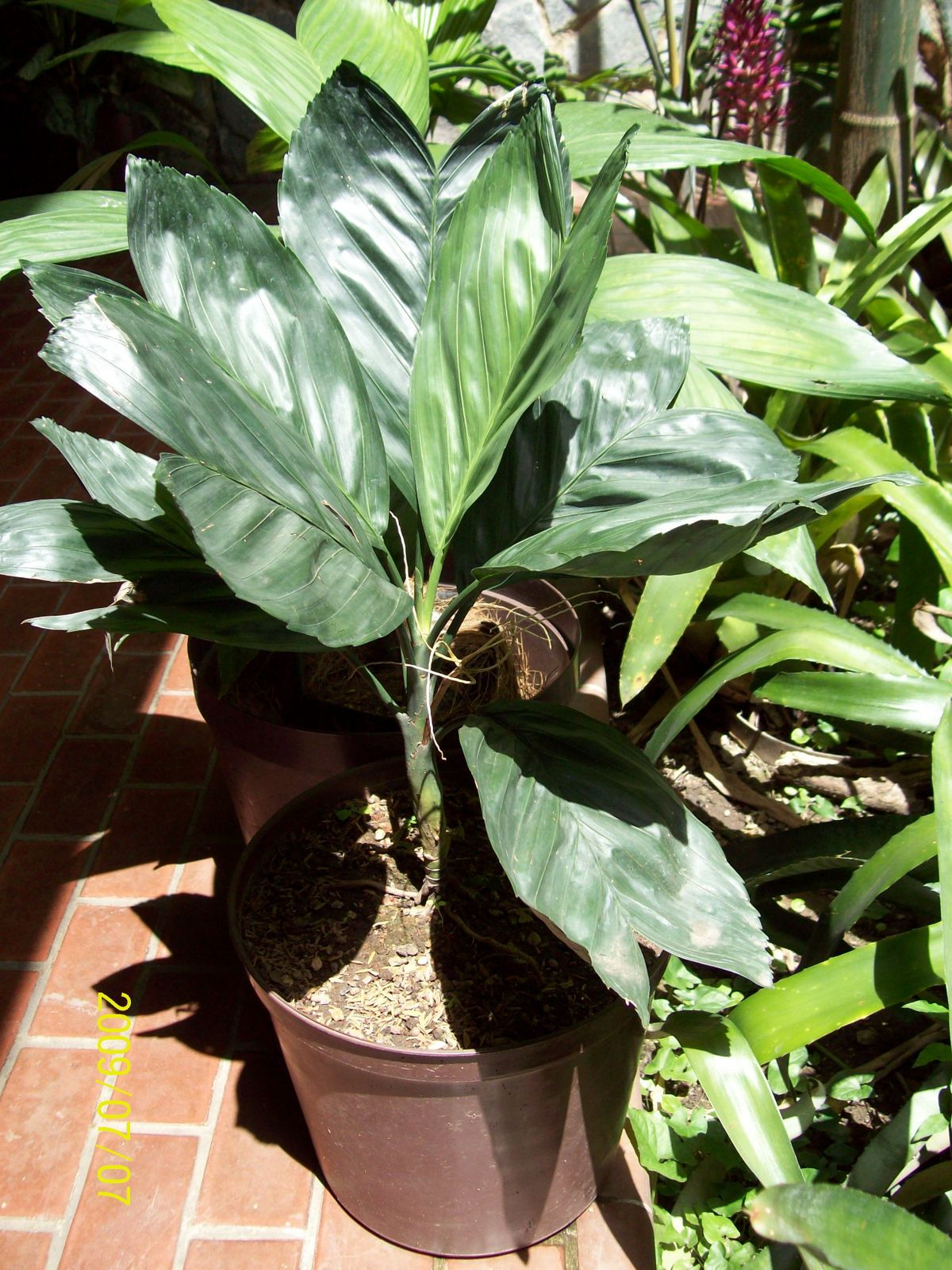
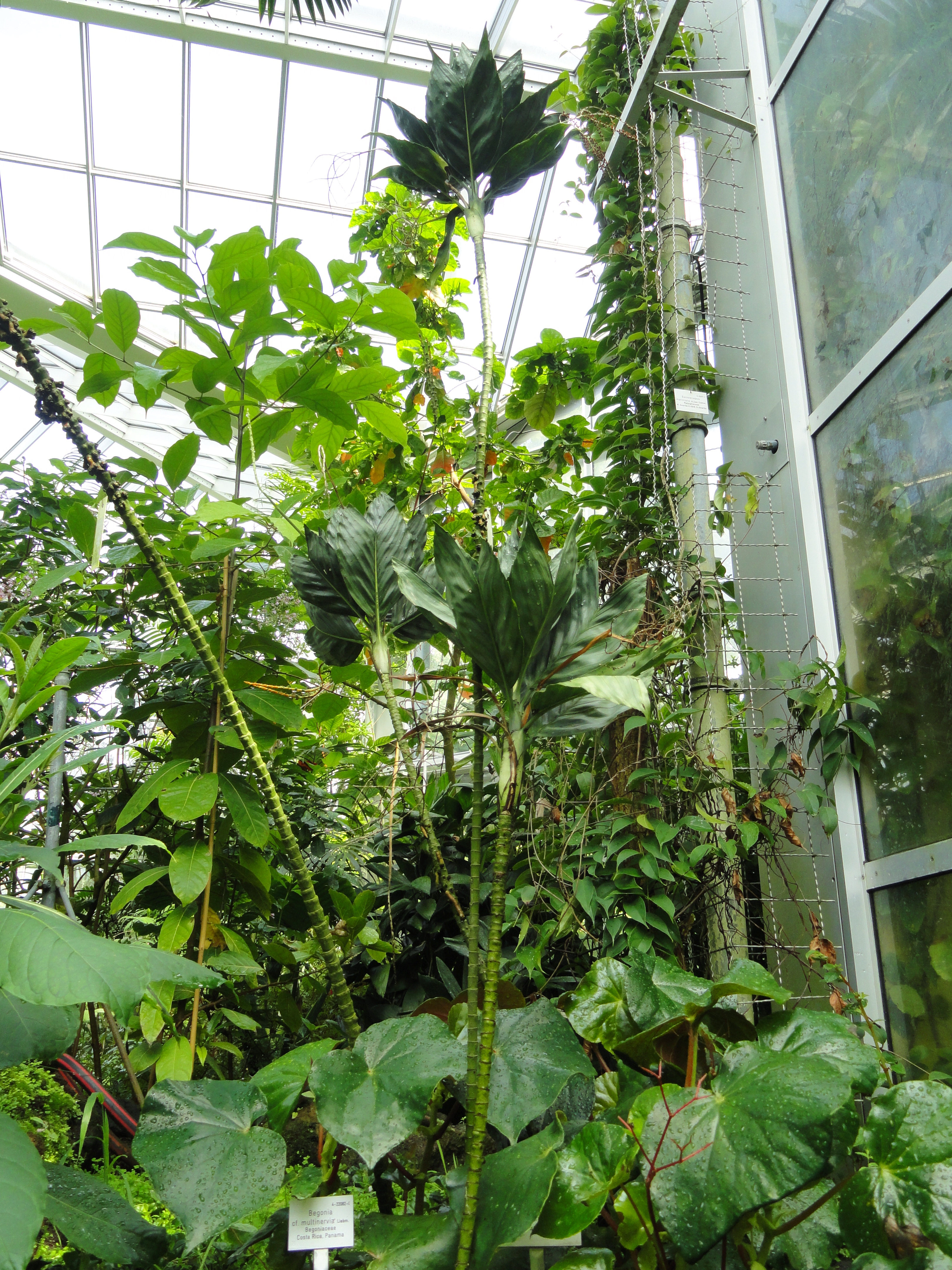
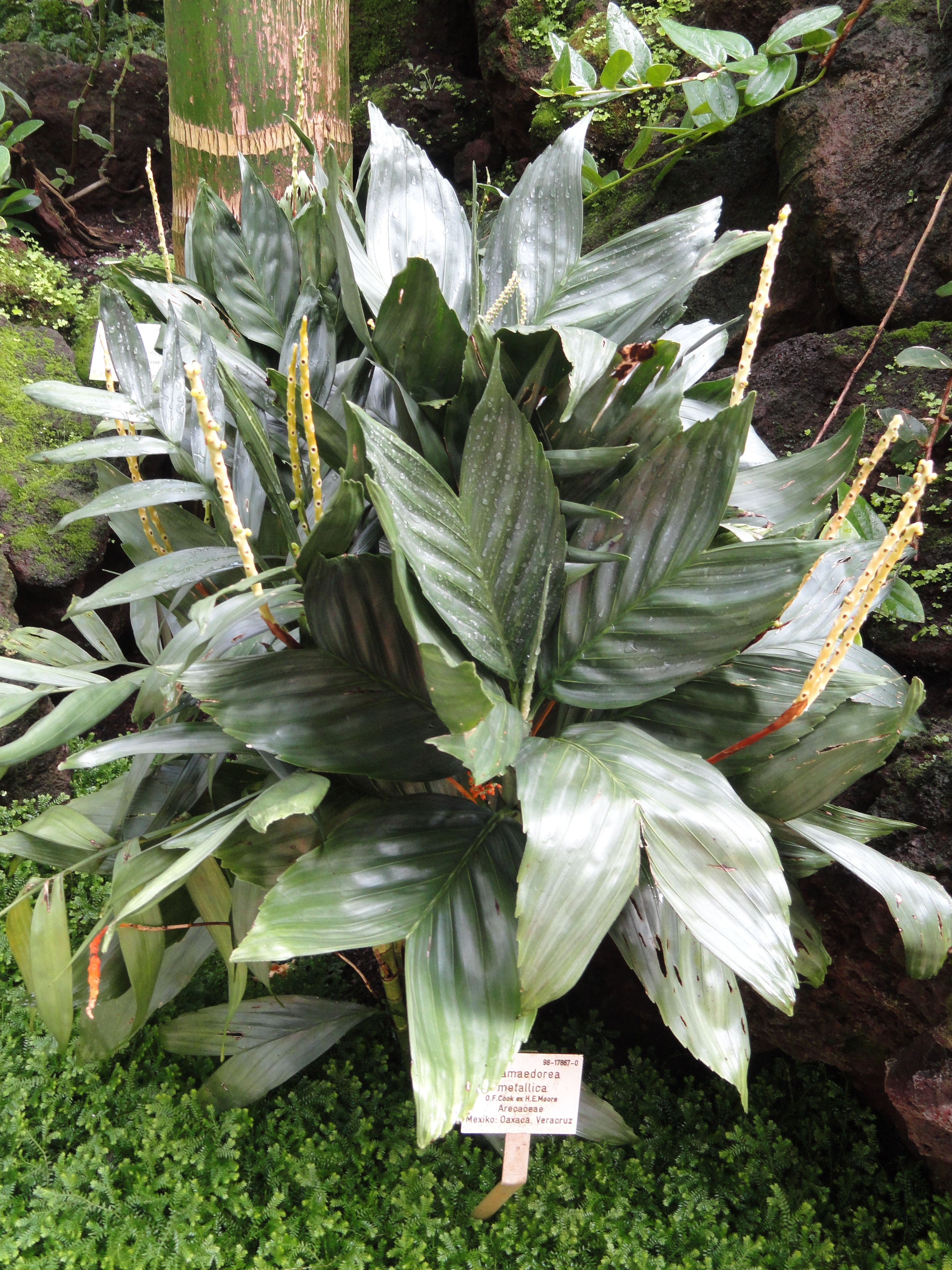
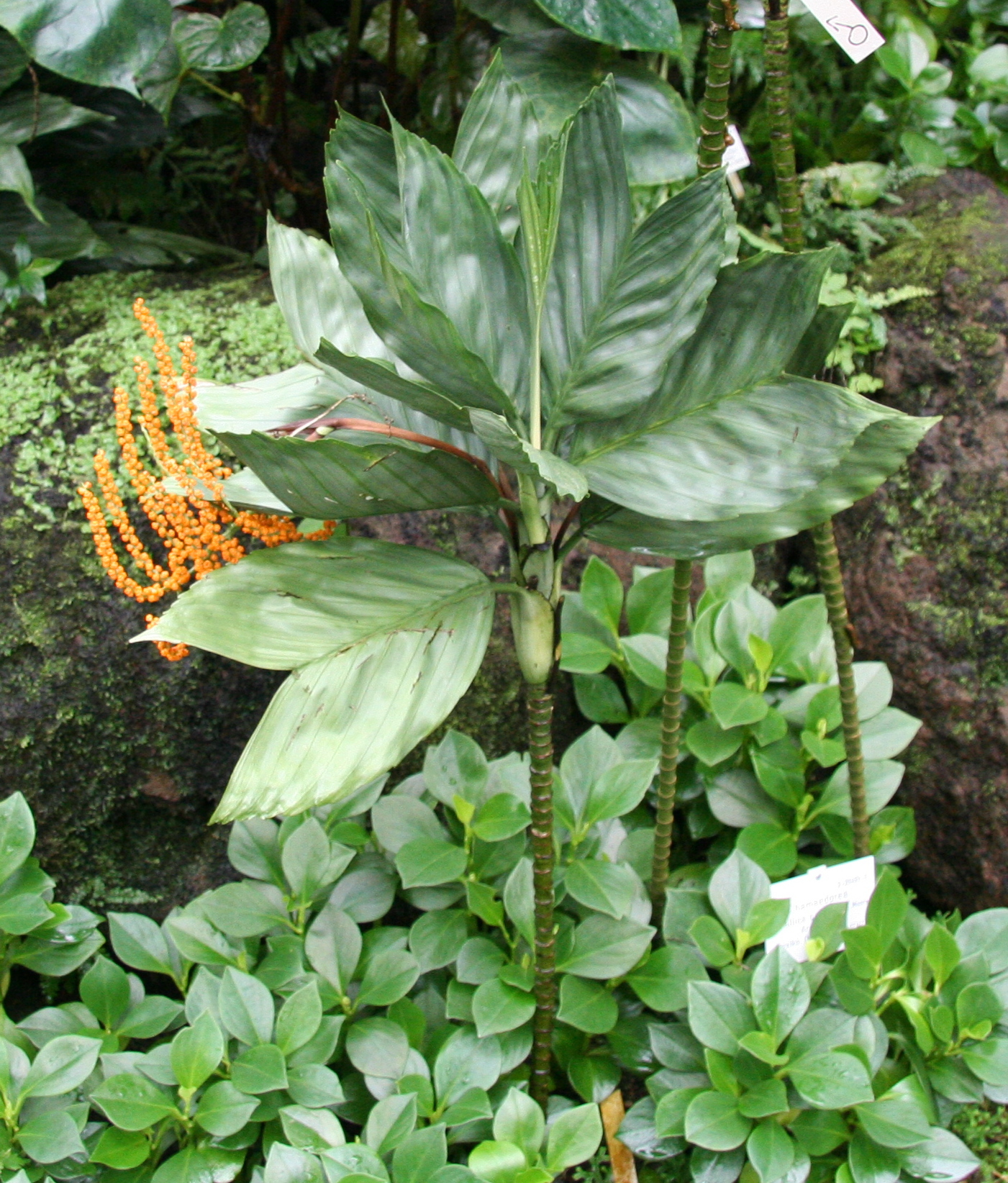